# Kaktusplanteringen

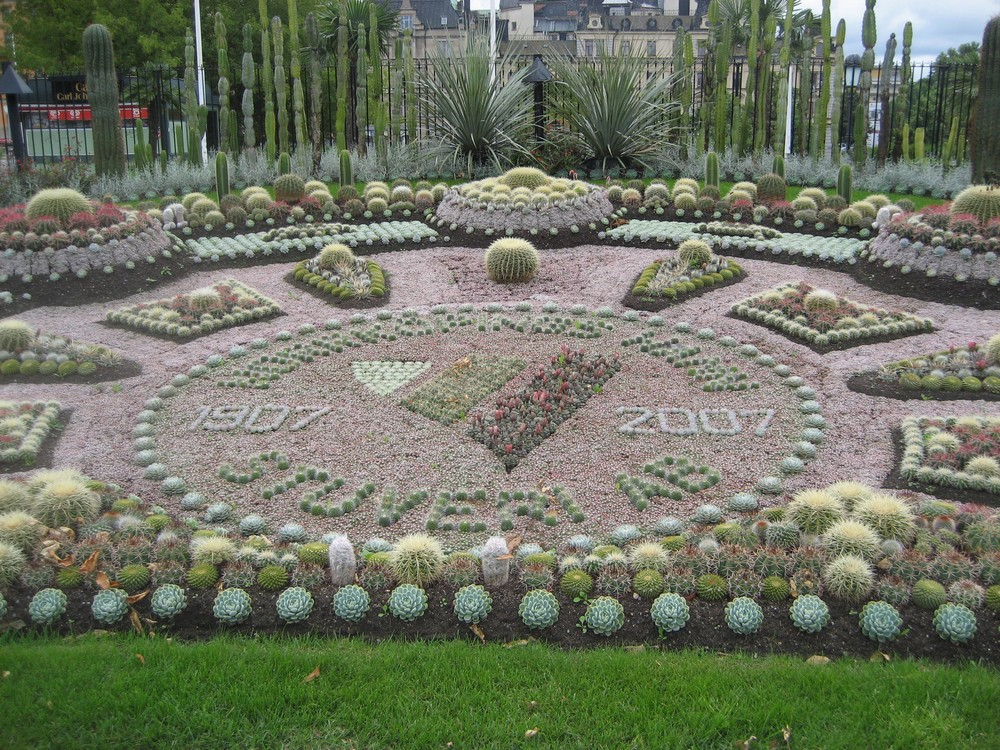
Kaktusplanteringen 2007.

Kaktusplanteringen (eller Kaktusgruppen) är en motivrabatt i Carl Johans park i centrala Norrköping. Runt en halvbåge av olika agaver och pelarkaktusar finns en mönsterrabatt med kaktusarabesker där växterna i mitten har formats till ett visst motiv som på detta vis uppmärksammas. Motiven kan vara monogram, emblem eller figurer. Kaktusplanteringen är en av Norrköpings sevärdheter.

## Historik

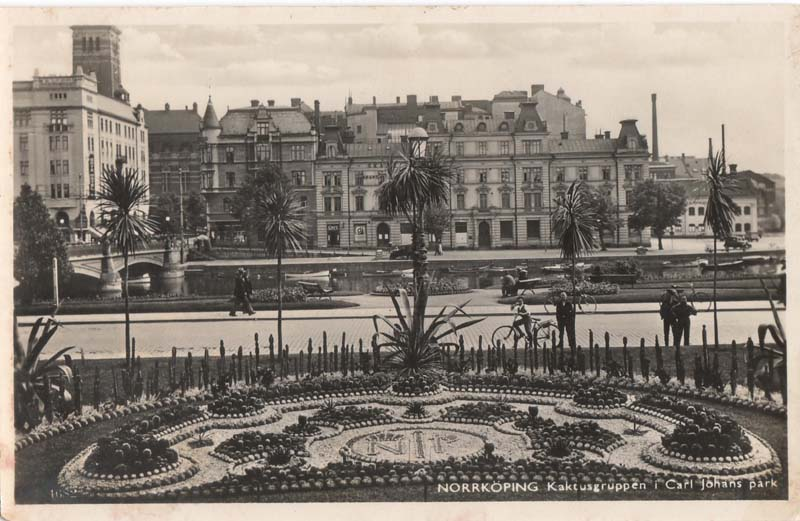
Kaktusplanteringen, i början av 1930-talet

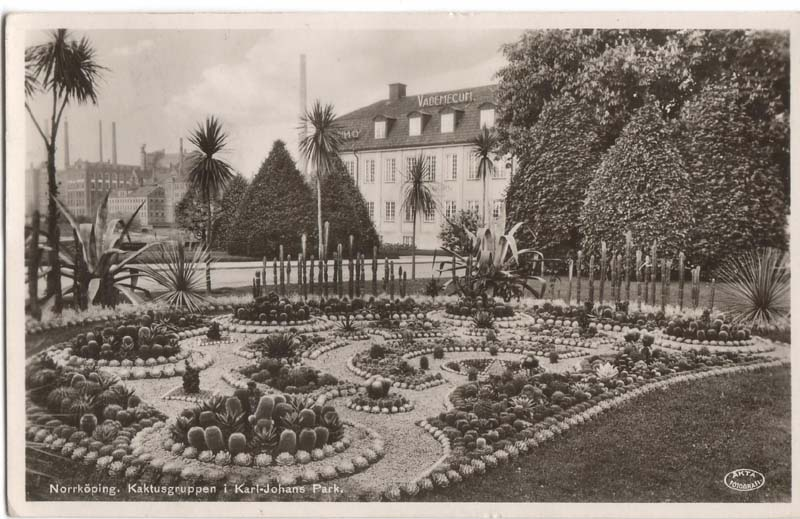
Kaktusplanteringen, 1936.

Platsen där Carl Johans park nu ligger, var från 1600-talet ett torg, Det hette tidgare Saltängstorget och döptes senare till Karl Johans torg efter Karl XIV Johans staty, som restes på torget 1846. Stadsfullmäktiges ordförande John Philipson ansåg 1887 att torget, då belagt med kullersten, skulle förskönas med planteringar. Philipson bekostade själv att torget blev en park, ritad av stadsarkitekten Carl Theodor Malm. Parken försågs med gräsmattor, gångar i symmetriska mönster, ovanliga träd och rabatter. Runt statyn gjordes rabatter med växter som taklök, sedum och echeveria. På statyns södra sida formades blommorna till Norrköpings gamla stadsvapen. I parkens södra del mot Bråddgatan fanns rabatter i form av blomsterarabesker. Med tiden kom vapenmönstret att istället planteras i en av mittenrundlarna där.
Efter att staden från 1890 börjat odla exotiska växter i växthus vid Ståthöga herrgård, fanns det intresse att visa upp dessa växter, praktliljor, palmer, dracaenor, echeveria och kaktusar i Karl Johans park. Blomsterarabeskerna i parken kom att växa allt mer i omfattning, särskilt efter att staden fått ett stort antal kaktusar i gåva av byggmästaren Anders Carlsson 1908. År 1912 byggde staden en större anläggning för växthus på Syltenberget, vilket både innebar att man kunde producera fler växter och att de exotiska växterna kunde förvaras på ett bättre sätt under vinterhalvåret. Stadsträdgårdsmästare Frans August Johansson skaffade fler kaktusar, exempelvis pelarkaktusar, och i början av 1920-talet hade den stora mönsterplanteringen i parken blivit en regelrätt kaktusplantering. Antalet sommarblommor i planteringen minskade efterhand och fanns endast kvar till 1925. Det året gjorde stadsträdgårdsmästaren en regelrätt mönsterritning. Från 1926 bestod planteringen av ett centralt mönster av något slag omgivet av en girlang med fem-sex rundlar eller "tårtor".
Det centrala motivet i planteringen var från 1928 Norrköpings gamla stadsvapen med ett krönt N och fasces, men från 1935 började man på nytt använda fantasimönster. Är 1938 uppmärksammades Gustaf V:s 80-årsdag genom att man med echeveria och grön taklök formade kungens monogram. Detta väckte stor uppmärksamhet och efter en pristävlan i Östergötlands Dagblad beslutade stadsträdgårdsmästaren att kaktusplanteringen följande år skulle uppmärksamma 100-årsminnet av Pehr Henrik Lings bortgång. Sedan dess har planteringen årligen uppmärksammat olika jubileer och företeelser.

## Växter

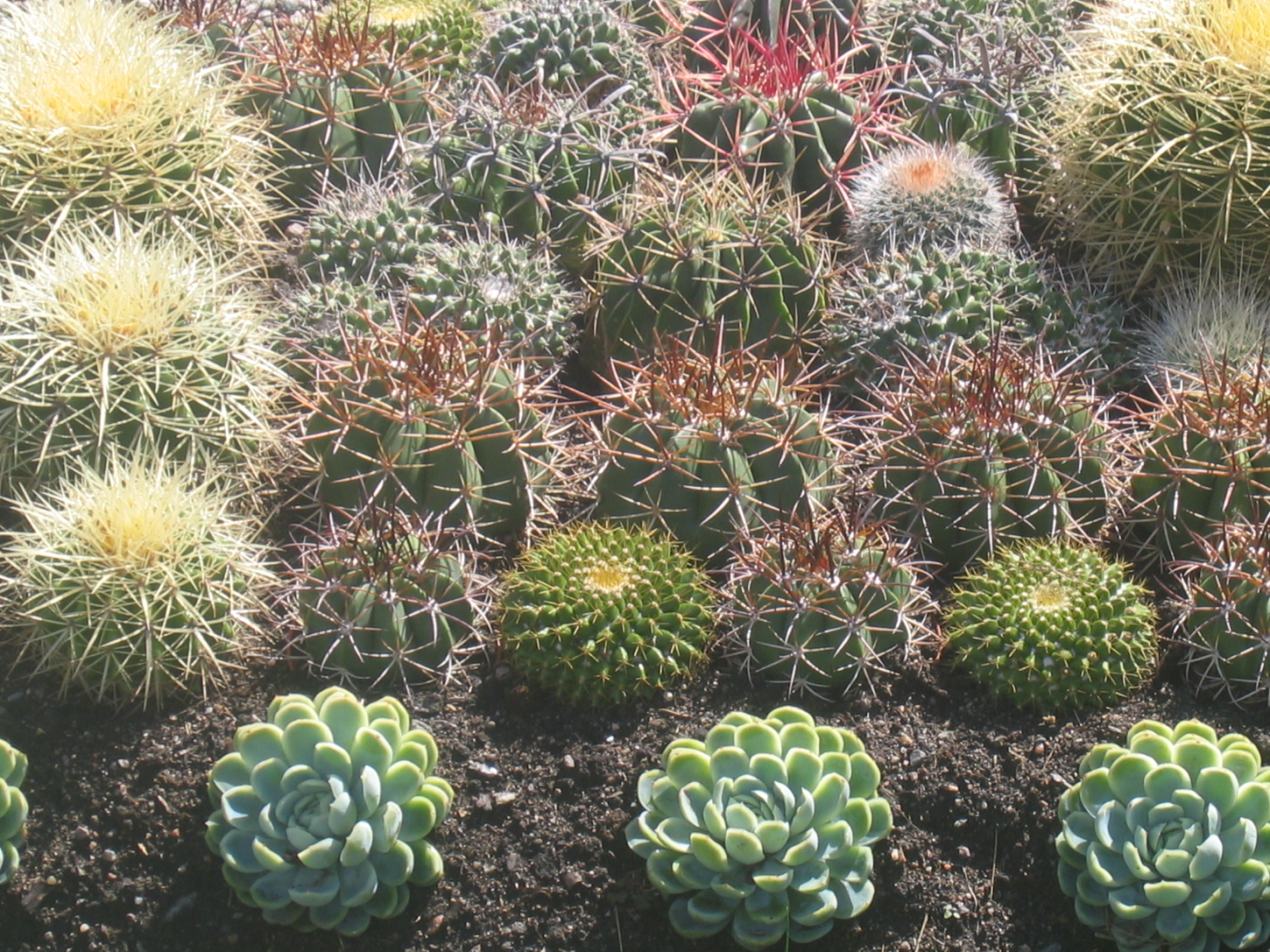
Igelkottskaktusar och echeveria

Kaktusplanteringen har ett stort sortiment av kaktusar, 5 000 - 6 000 stycken, som kompletteras av ett stort antal fetbladsväxter som av lekmannen ofta räknas som en kaktus. Själva rabatten där planteringen finns fick sitt nuvarande utseende i början av 1920-talet. Planteringen är till ytan 48 kvadratmeter. Girlangen som omger huvudmotivet är 1 meter bred och 22 meter lång.
Antalet växter i planteringen är drygt 25 000 som odlas i växthuset på Sylten. Bottenmattan består av Spindelvävstaklök, främst Sempervivum arachnoideum minimum med en liten mängd vanlig Sempervivum arachnoideum. Av dessa går det åt 250 växter per kvadratdecimeter. Om man räknade varje Sempervivum för sig används 450 000 stycken sådana. I röda färgfält används en större variant av taklök, Rubin. Echeveria desmetiana ger blådaggiga plantor som också kan användas i färgfält. För färgerna gult och brunt används olika varianter av vårtkaktusar. I mönsterlinjer används Vaxecheveria (Echeveria elegans), en växt som kan användas i hundratals år utan att växa eller ändra utseende.
Tidigare används ofta fikonkaktusar men från 1966 används istället Svärmors kudde. I girlangen används pelarkaktusar som Cereus jamacaru och Cereus peruvianus och mellan dessa används kandelabereuforbia  (Euphorbia canariensis). I girlangens "tårtor" används igelkottskaktusar. För att få variation används också vithåriga kaktussorter som exempelvis Gubbhuvud.
Utanför girlangen växer agaver som Agave americana och Agave marginata. Dessa placeras inte ut förrän de är 40-50 år gamla då de går i blom. Andra kaktussorter som används är Haworthia och Aloe.

## Skötsel

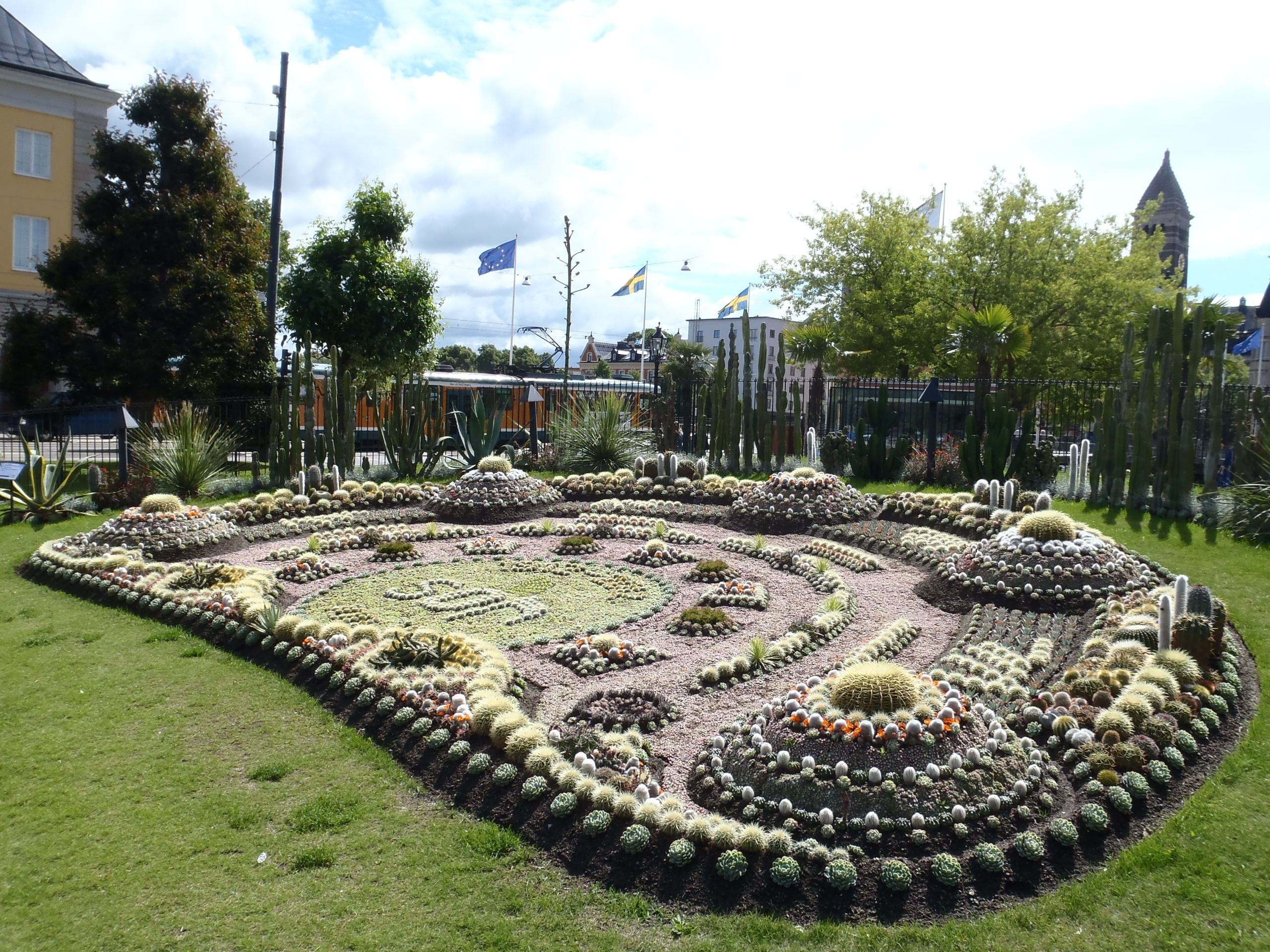
Kaktusplanteringen, 2012

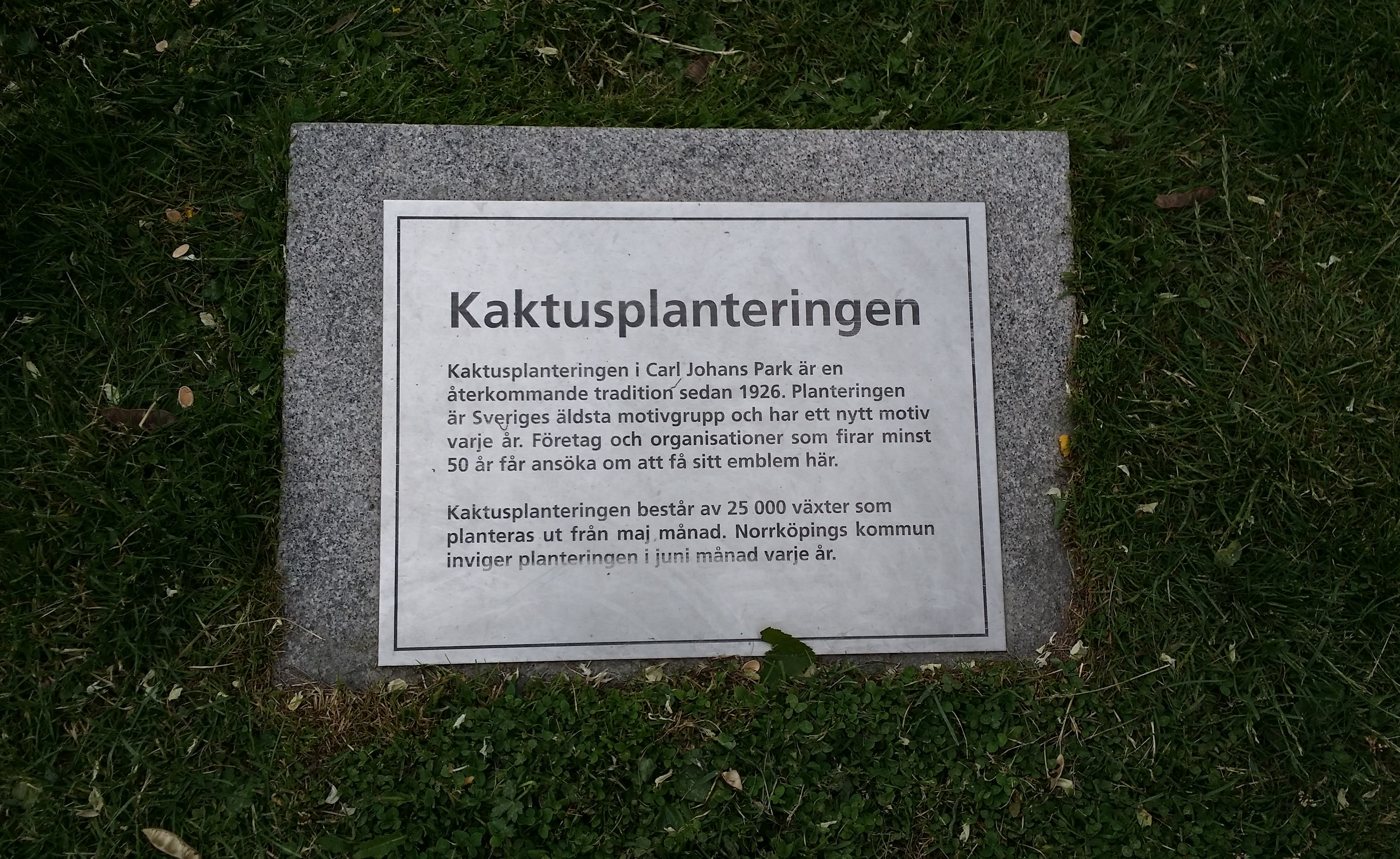
Plakat vid Kaktusplanteringen

Syftet med planteringen är att ge omväxlande bilder både av vad som finns i Norrköping och lokala eller internationella jubileer värda att uppmärksamma. Vilket motiv som väljs föreslås av stadsträdgårdsmästaren med hänsyn till vilken reklam det kan ge staden och vad som är möjligt att göra med tillgängliga växter. Denne diskuterar förslagen med ordförande i Tekniska nämnden och nämnden fattar det formella beslutet. Genom kaktusplanteringen har många företag uppmärksammats men någon avgift tar man inte ut. Några av de förslag som inte blir valda kan istället uppmärksammas genom en plantering i Hörsalsparken i centrala Norrköping.
Efter att motivet har bestämts ritas det ut i naturlig storlek på pappskivor. För det centrala motivet tillverkas en cirkelrund låda som fylls med jord och i vilken en matta av spindelvävstaklök planteras i början av maj. När taklöken har vuxit ihop några veckor skär man ut de fält och linjer som ska planteras med andra växter. Under sista veckan av maj plockar man bort vinter- och vårväxterna ur kaktusplanteringen. Sedan planteras de växter ut som ska användas i planteringens bakre del och i girlangen. I början av juni monteras lådan med huvudmotivet ut, planteringens främre del planteras ut, man snyggar till och placerar ut en informationsskylt om motivet.
Under sommaren måste planteringen skötas genom att ogräs och mossa tas bort, man tar bort taklökar som börjar blomma eller växter som har dött. Någon vattning behövs inte och någon extra växtnäring används inte. 
Den första veckan i oktober plockas växterna in och förvaras sedan i kommunens växthus på Sylten. Under vintern förvaras de torrt i ungefär 10 graders värme för att kunna användas nästa sommar igen. Taklökarna tål att förvaras utomhus under vintern.
De 4 000 - 5 000 echeveria elegans som används tas upp på hösten. Rotklumpen tas bort och bladrosetten förvaras svalt. I februari-mars har det kommit nya rottrådar. De planteras i fuktig sand så att nya blad utvecklas. Växterna kan sedan planteras ut följande sommar. Processen kan sedan upprepas år efter år och många av dessa echeveria har varit med sedan kaktusplanteringen skapades.
Den sammanlagda arbetstiden som går ut för att sköta kaktusplanteringen är 1 700 timmar per år. 
För att hindra stölder av växter ur planteringen finns sedan 1980 finns ett meterhögt staket framför planteringen.

## Motiv i planteringen
| - 1926 - Arabesker - 1927 - Arabesker - 1928 - Norrköpings gamla stadsvapen - 1929 - Norrköpings gamla stadsvapen - 1930 - Norrköpings gamla stadsvapen - 1931 - Norrköpings gamla stadsvapen - 1932 - Norrköpings gamla stadsvapen - 1933 - Norrköpings gamla stadsvapen - 1934 - Norrköpings gamla stadsvapen - 1935 - Arabesker - 1936 - Arabesker - 1937 - Arabesker - 1938 - Gustaf V 80 år - 1939 - 100-årsminnet av Pehr Henrik Ling - 1940 - Försvarslånet - 1941 - Lilla riksvapnet - 1942 - Lilla riksvapnet - 1943 - Gustaf V 85 år - 1944 - Norrköpings Skyttegille 75 år - 1945 - Bråvalla flygflottilj (F 13) - 1946 - Norrköpings nya stadsvapen med Sankt Olof - 1947 - IFK Norrköping 50 år - 1948 - Gustaf V 90 år - 1949 - Lokala avdelningen av Byggnads 50 år - 1950 - Stadens brandkår 75 år - 1951 - Gasverket 100 år - 1952 - Norrköpings Bomullsväfveri 100 år - 1953 - IK Sleipner 50 år - 1954 - Holmens Bruks och Fabriks AB 100 år - 1955 - Östergötlands Folkblad 50 år - 1956 - Statens Järnvägar 100 år - 1957 - Ebersteinska gymnasiet 100 år - 1958 - Norrköpings Tidningar 200 år - 1959 - Norrköpings Allmänna Idrottssällskap 50 år - 1960 - Arbetareföreningen 100 år - 1961 - AB Manus 50 år - 1962 - Lindökanalen öppnad - 1963 - Sankt Olof - 1964 - Norrköpingsutställningen NU 64 - 1965 - Blomsterstaden Norrköping, "Norrköpingsrosen" - 1966 - Järnvägen i Norrköping 100 år - 1967 - Högertrafikomläggningen - 1968 - Caravan Clubs rally i Norrköping - 1969 - Norrköpings ABF-avdelning 50 år - 1970 - Europeiska naturvårdsåret - 1971 - Fackliga centralorganisationen i Norrköping 50 år - 1972 - IFK Norrköping 75 år - 1973 - Landsorganisationen 75 år - 1974 - Kooperativa Förbundet 75 år - 1975 - Sankt Olof (halvfigur) | - 1976 - Lilla riksvapnet - statliga verken flyttar till Norrköping - 1977 - Bråvikens segelsällskap 75 år - 1978 - Norrköpings Gymnastikförening 100 år - 1979 - Norrköpings spårvägar 75 år - 1980 - Svenska kommunalarbetareförbundet 70 år - 1981 - Internationella handikappåret - 1982 - Svenska scoutrörelsen 75 år - 1983 - Norrköpings Tidningar 225 år - 1984 - Norrköping 600 år - 1985 - Norrköpings nykterhetsförbund 100 år - 1986 - Posten 350 år - 1987 - Svea Choklad 100 år - 1988 - Norrköpings Polytekniska Förening 100 år - 1989 - Sveriges socialdemokratiska arbetareparti 100 år - 1990 - Hantverket i Norrköping 200 år - 1991 - Skeppare Societeten 350 år - 1992 - Friluftsfrämjandet 100 år - 1993 - Sjökarteväsendet 350 år - 1994 - Norrköpings Byggmästareförening 100 år - 1995 - Förenta nationerna 50 år - 1996 - Hyresgästföreningen i Norrköping 75 år - 1997 - IFK Norrköping 100 år - 1998 - LO-sektionen i Norrköping 100 år - 1999 - J. Ringborg AB 200 år - 2000 - Gustav IV Adolf 200-årsjubileum av kröningen i Norrköping - 2001 - Sveriges Filatelistförbund i Norrköping 100 år - 2002 - Barnomsorgsutbildningen i Norrköping 100 år - 2003 - IK Sleipner 100 år - 2004 - Norrköpings spårvägar 100 år - 2005 - Folkbladet 100 år - 2006 - Konst- och industriutställningen i Norrköping 1906 100 år - 2007 - Norrköpings Hamn och Stuveri AB 100 år - 2008 - Norrköpings Tidningar 250 år - 2009 - Holmen 400 år - 2010 - Norrköpings rådhus 100 år - 2011 - SKTF 75 år - 2012 - Norrköpings symfoniorkester 100 år - 2013 - Norrköpings Konstmuseum 100 år - 2014 - Filmföreningen Flimmer 60 år - 2015 - Kolmårdens djurpark 50 år - 2016 - Borgia Norrköping BK 75 år - 2017 - Synskadades riksförbund Norrköping 100 år - 2018 - De Geergymnasiet 150 år - 2019 - Norrköpings Kappsimningsklubb 100 år - 2020 - Norrköpings Skidklubb 125 år - 2021 - Pingstkyrkan i Norrköping 100 år - 2022 - Tropicarium 50 år - 2023 - Norrköping Dolphins 60 år - 2024 - Norrköpings Fotbollsdomarklubb 100 år - 2025 - Tjalve IF 100 år |